# 3842 Harlansmith
3842 Harlansmith este un asteroid din centura principală, descoperit pe 21 martie 1985 de Edward Bowell.